# Frankie Bridge
Francesca Bridge, detta Frankie (nata Sandford; Upminster, 14 gennaio 1989), è una cantante britannica.

## Biografia
Nel 2001 entra a far parte del gruppo S Club Juniors con altri bambini scelti dalla produzione del programma televisivo S Club Search. Il gruppo, poi noto come S Club 8, ha inciso due album in studio fino al 2005.
Nel 2007 diventa una delle componenti del girl group The Saturdays assieme a Una Healy, Rochelle Humes, Mollie King e Vanessa White. Il gruppo, formato dalla Fascination Records, ha esordito nel luglio 2008 con il singolo If This Is Love. Nel 2014 il gruppo è entrato in pausa dopo aver pubblicato una raccolta.
Nel 2010 Frankie ha collaborato con il gruppo gallese Kids in Glass Houses per il singolo Undercover Lover.

## Vita privata
Nel 2014 si è sposata con l'ex calciatore Wayne Bridge. La coppia ha due figli, nati rispettivamente nell'ottobre 2013 e nell'agosto 2015.